# Challenger de Coquimbo 2023
El torneo Challenger de Coquimbo 2023, denominado por razones de patrocinio Challenger Dove Men+Care Coquimbo fue un torneo de tenis perteneció al ATP Challenger Tour 2023 en la categoría Challenger 75. Se trató de la 3ª edición; el torneo tuvo lugar en la ciudad de Coquimbo (Chile), desde el 1 hasta el 7 de mayo de 2023 sobre pista de tierra batida al aire libre.

## Jugadores participantes del cuadro de individuales
| Favorito | País                               | Jugador                    | Rank1 | Posición en el torneo |
| -------- | ---------------------------------- | -------------------------- | ----- | --------------------- |
| 1        | Bandera de la República Dominicana | Nick Hardt                 | 220   | Cuartos de final      |
| 2        | Bandera de Brasil                  | Thiago Seyboth Wild        | 226   | Semifinales           |
| 3        | Bandera de Argentina               | Santiago Rodríguez Taverna | 233   | Cuartos de final      |
| 4        | Bandera de Argentina               | Francisco Comesaña         | 249   | Segunda ronda         |
| 5        | Bandera de Argentina               | Hernán Casanova            | 251   | Primera ronda         |
| 6        | Bandera de Argentina               | Juan Bautista Torres       | 259   | Primera ronda         |
| 7        | Bandera de Argentina               | Román Andrés Burruchaga    | 262   | Semifinales           |
| 8        | Bandera de Brasil                  | João Lucas Reis da Silva   | 282   | FINAL                 |

- 1 Se ha tomado en cuenta el ranking del 24 de abril de 2023.

### Otros participantes
Los siguientes jugadores recibieron una invitación (wild card), por lo tanto ingresan directamente al cuadro principal (WC):
- Daniel Antonio Núñez
- Thiago Seyboth Wild
- Nicolás Villalón

Los siguientes jugadores ingresan al cuadro principal tras disputar el cuadro clasificatorio (Q):
- Mateus Alves
- Alex Barrena
- Santiago de la Fuente
- Arklon Huertas del Pino
- Conner Huertas del Pino
- Ignacio Monzón

## Campeones

### Individual Masculino
- Matheus Pucinelli de Almeida derrotó en la final a  João Lucas Reis da Silva, 7–6(1), 6–7(4), 6–4

### Dobles Masculino
- Valerio Aboian /  Murkel Dellien derrotaron en la final a  Tomás Farjat /  Facundo Juárez, 7–6(4), 6–0